# 门萨国际
門薩國際（英語：Mensa International），為世界上規模最大及歷史最長的高智商同好組織。門薩創於1946年，由羅蘭·貝里爾律師及蘭斯洛特·威爾律師兼科學家在英國牛津成立。

## 名稱
Mensa兼有兩個拉丁文的意思：Mens意為思想，而Mensa意謂圓桌，即希望會員在平等的身分下思想交流。至今，Mensa並沒有官方的中文名稱，但華人多的國家及地區的分会（包括但不限于中国大陆、香港、台湾、新加坡、马来西亚、印度尼西亚）都选择“门萨”做为其翻译名。

## 入會資格
如欲入會者須通過該會所提供之測試（Mensa Test），以證明申請人之智商為世界前2%。另外部分國家之Mensa分會亦接受申請人以該會認可之組織所提供之智商測試證明。該會強調除智商外，種族、膚色、宗教、職業等因素均不作為審核項。

## 全球分会
该组织在全球许多的国家和地区设有分部。

### 亚洲
- 香港
- 臺灣
- 日本
- 马来西亚
- 新加坡
- 菲律賓
- 印度尼西亞
- 印度
- 巴基斯坦
- 阿联酋
- 賽普勒斯

### 非洲
- 南非

### 欧洲
- 英国
- 海峡群岛（ 根西、 澤西）
- 爱尔兰
- 法國
- 義大利
- 西班牙
- 德国
- 瑞士
- 盧森堡
- 比利时
- 荷蘭
- 丹麦
- 瑞典
- 挪威
- 芬兰
- 奥地利
- 波蘭
- 匈牙利
- 捷克
- 斯洛伐克
- 斯洛維尼亞
- 塞爾維亞
- 羅馬尼亞
- 保加利亚
- 蒙特內哥羅
- 北馬其頓
- 希腊
- 土耳其

### 美洲
- 美国
- 加拿大
- 墨西哥
- 哥伦比亚
- 巴西
- 阿根廷

### 大洋洲
- 新西兰

## 註解
1. ↑  中国大陆分会已于2020年正式解散并停止考试与接受新成员。